# Церковь Рождества Пресвятой Девы Марии (Рацлавице)
Церковь Рождества Пресвятой Девы Марии (пол. Kościół Narodzenia Najświętszej Maryi Panny) — католическая церковь в Польше, находящаяся в населённом пункте Рацлавице, в гмине Ежмановице-Пшегиня Краковского повята Малопольского воеводства. Церковь внесена в реестр охраняемых памятников Малопольского воеводства.
Деревянный храм в готическом стиле построен из лиственницы в 1511 году. Главный алтарь и три боковых алтаря в стиле позднего барокко датируются XVII веком. Амвон и мраморная крестильница в стиле позднего ренессанса датируются XVII веком. До нашего времени сохранились иконы и статуи, датируемые XV—XVIII веками. Звонница была сооружена на рубеже XVII и XVIII веков. В звоннице находятся три колокола, один из которых датируется 1632 годом.
6 декабря 1987 года храм был внесён в реестр охраняемых памятников Малопольского воеводства (№ А-323).